# Extended Cold Weather Clothing System

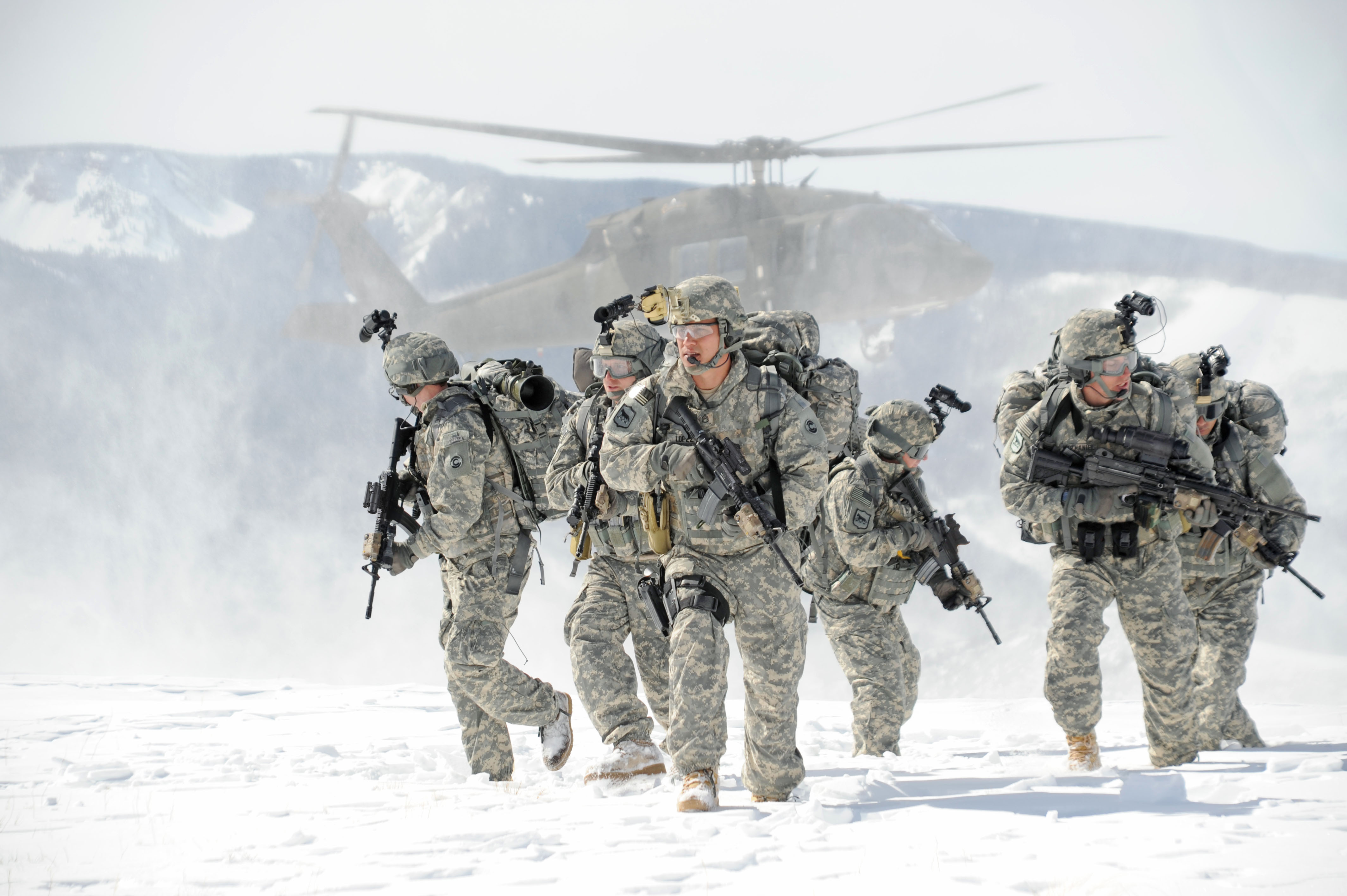
Żołnierze amerykańscy w umundurowaniu ECWCS gen. III

Extended Cold Weather Clothing System (ECWCS) – system umundurowania zimowego Sił Zbrojnych USA. Następca systemu M65.

## Historia
W latach 80. XX wieku nastąpił duży rozwój technologii materiałowej. Pojawiła się tkanina paroprzepuszczalna Gore-Tex, której masowo zaczęto używać w kurtkach turystycznych. Takie kurtki trafiły w ręce żołnierzy oddziałów specjalnych, co zwróciło uwagę na potrzebę wprowadzenia nowego umundurowania. Pierwsza seria kurtek w kamuflażu Woodland została wyprodukowana na zamówienie grupy oficerów z 9 Dywizji Piechoty US Army. Pierwsze oficjalne kurtki US Army z Gore-Texu zaczęto produkować w roku 1985. System składający się z kilku elementów został nazwany ECWCS (Extended Cold Weather Clothing System). Kurtki z Gore-Texu zastąpiły nie tylko umundurowanie zimowe, ale także komplety przeciwdeszczowe.

## Generacje
Od 1985 powstały trzy generacje systemu ECWCS. Każda z generacji zapewniała komfort w przedziale temperatur 4 °C do –51 °C.

### Generacja pierwsza
System tzw. pierwszej generacji składał się z kilku poziomów:
- Poziom 1. Bielizna Polipropylenowa (koszulka + kalesony). Kołnierz bluzy ma dość charakterystyczny krój, określany jako "Turtle Neck" (żółwi kark) – z tyłu niższy, z przodu dochodzący do brody użytkownika. Całość jest dość obcisła, dobrze przylegająca do ciała, koloru kawy z mlekiem – w "regulaminowej" barwie bielizny US Army.
- Poziom 2. Bluza i Spodnie Polarowe (tzw. Bear Suit i Bear Trousers). Całość wykonano z grubego poliestru – z zewnątrz gładkiego, od środka fakturą przypominającego sztuczne, krótkie futro. Komplet jest w kolorze czekolady. Bluza ma krój klasyczny, posiada 4 kieszenie. Cechą charakterystyczną spodni jest ich długość – zaprojektowano je tak, aby kończyły się nad butem.
- Poziom 3. Nylonowe podpinki z systemu M65. Wypełnione watą poliestrową. Można było je stosować zamiennie z poziomem 2.
- Poziom 4. Zasadnicza kurtka (parka) oraz spodnie. Wykonane z tkaniny Gore-Tex. Kurtki i spodnie wykonywane były w dwóch kamuflażach – Woodland i 3 Color Desert Pattern. Kurtka posiadała 4 kieszenie, w tym dwie wewnątrz kurtki tzw. suche. Posiadała także fartuch śnieżny, który zapobiegał dostawaniu się śniegu pod odzież. Kurtka wyposażona była w stały, obszerny kaptur z daszkiem. Można było do niego przyczepić listwę z futrem, co upodabniało kaptur kurtki do kaptura parki systemu M65. Spodnie nie posiadały kieszeni, miały tylko przelotki do kieszeni klasycznych np. w spodniach mundurowych.
- Poziom 5. Zimowy maskałat w kolorze białym (bluza i spodnie). Nakładano go na poziom 4.

Oprócz tego do systemu przewidziano kilka akcesoriów: rękawice arktyczne (od systemu M65), rękawice z goretexową membraną, kominiarkę (tzw. Balaclavę) i czapkę z nausznikami. Używano też zapożyczonych ze starszego systemu M65 butów (tzw. Mickey Mouse Boots) koloru czarnego lub białego.

### Generacja druga
W 1994 roku Piechota Morska rozpoczęła prace nad poprawioną wersją systemu ECWCS, który według wielu użytkowników miał szereg wad. W tym samym czasie wprowadzono też unowocześnioną tkaninę goretexową. Miała lepszą oddychalność i wodoodporność oraz była pokryta lepszymi barwnikami. Materiał także mniej szeleścił (był miększy). Oprócz kurtki opracowano też nowy wzór spodni, ocieplaczy i bielizny termicznej. Ostateczna wersja systemu ECWCS II generacji (GEN II) została wprowadzona do United States Marine Corps po trzech latach testowania (w roku 1997) i stanowiła wyraźny postęp w stosunku do modelu poprzedniego.
System tzw. drugiej generacji składał się z kilku poziomów:
- Poziom 1. Bielizna Polipropylenowa (koszulka + kalesony) lub zmodernizowana bielizna (Light Weight Cold Weather Underwear Set – LWCWUS) w kolorze brązowym lub zielonym. Przy niższej wadze zachowuje te same własności co bielizna polipropylenowa.
- Poziom 2. Bluza i Spodnie Polarowe. Bluza posiada klasyczny krój bluzy polarowej. Na łokciach oraz barkach umieszczone zostały wstawki z półelastycznego materiału Spandex, które chroniły przed przetarciem. Bluza posiadała cztery kieszenie – dwie biodrowe zamykane ekspresem oraz dwie wewnętrzne wykonane z siatki. Pod pachami znajdowały się wywietrzniki. Bluza wykonana była z tkaniny Polartec 300. Spodnie posiadały identyczny krój jak te z ECWCS gen. I. Jedyną różnicą był materiał – spodnie wykonano z tkaniny Polartec 200. Cały komplet był koloru czarnego.
- Poziom 3. Nylonowe podpinki z systemu M65. Wypełnione watą poliestrową. Można było je stosować zamiennie z poziomem 2. Praktycznie nie stosowane w ECWCS gen. 2.
- Poziom 4. Zasadnicza kurtka (parka) oraz spodnie. Wykonane z nowszego rodzaju tkaniny Gore-Tex. Krój kurtki i spodni był inny niż ten w gen. I. Kurtki i spodnie wykonywane były w dwóch wzorach kamuflażu – Woodland oraz niewielka partia w kamuflażu 3 color desert. Kurtka posiadała 8 kieszeni, w tym dwie wewnątrz kurtki tzw. suche, dwie na ramionach, dwie duże tzw. transportowe. Posiadała także fartuch śnieżny, który zapobiegał dostawaniu się śniegu pod odzież. Zmieniono kaptur na stały, z możliwością zrolowania. Bardzo ważną zmianą był brak nylonowej podszewki, która ograniczała oddychalość. Na łokciach naszyto wzmocnienia z Cordury 330D. Ogólnie kurtka była lżejsza od swojej poprzedniczki z gen. I. Spodnie doczekały się kieszeni. Ich wielkość i położenie było podobne do tych z BDU. Na kolanach i pośladkach naszyto wzmocnienia z Cordury 330D.
- Poziom 5. Zimowy maskałat w kolorze białym (bluza i spodnie). Nakładano go na poziom 4.

Do kompletu zaprojektowano również kilka akcesoriów m.in. czapkę (Cap, Cold Weather, Synthetic Fleece) wykonaną z tkaniny Polartec 100.
W roku 2005 powstała partia zestawów dla US Army. Wykonano je w kamuflażu UCP. Wyprodukowano małą ilość kompletów ze względu na pracę nad projektem ECWCS gen. III.

### Generacja trzecia
W roku 2000 dowództwo amerykańskie podjęło decyzję o zastąpieniu ECWCS gen. I i gen. II nowym systemem. System ECWCS gen. III powstał w roku 2003, a od roku 2004 przechodził testy w 10. Dywizji Górskiej i 82. Dywizji Powietrznodesantowej. Testy trwały kilka lat (testowano go m.in. w Afganistanie) i od roku 2008 sukcesywnie wprowadzano na wyposażenie jednostek. Z uwagi na duże zapasy magazynowe obecnie używa się zarówno kurtek gen. II jak i gen. III.
System w dużej części wzorowano na systemie Protective Combat Uniform (system umundurowania dla oddziałów specjalnych).
System tzw. trzeciej generacji składał się z kilku poziomów:
- Poziom 1. Bielizna zmodernizowana (Lightweight Cold Weather Undershirts and Drawers) w kolorze piaskowym. Przy niższej wadze zachowuje te same własności co bielizna polipropylenowa.
- Poziom 2. Bielizna polarowa (Midweight Cold Weather Shirt and Drawers). Bielizna wykonana z dzianiny polarowej (Polartec ® Power Dry ®). Kolor piaskowy.
- Poziom 3. Bluza polarowa (Fleece, Cold Weather, Jacket). Wykonana z dzianiny polarowej (Polartec ® Thermal Pro ®). Posiada rzepy do umieszczenia naszywki z nazwiskiem i stopnia. Kolor Foliage Green.
- Poziom 4. Kurtka "Windshirt"(Wind, Cold Weather, Jacket). Kurtka mająca zapewnić podstawową ochronę przed wiatrem przy dużej oddychalności. Nie posiada kaptura. W maskowaniu UCP.
- Poziom 5. Kurtka i spodnie "Soft shell" (Soft Shell, Cold Weather, Jacket and Trousers). Komplet mający zapewnić ochronę przed wiatrem i małym deszczem (impregnat; posiada kaptur). Główna i najczęściej używana część systemu. W maskowaniu UCP.
- Poziom 6. Kurtka i spodnie (z membraną) (Extreme Cold Weather Cold/Wet Weather Parka and Trousers). Odpowiednik poziomu 4 z gen. I i II. Kurtka z tkaniny Gore-tex, chroni przed wiatrem i deszczem jednocześnie zapewniając oddychalność. Nie posiada kieszeni właściwych (tylko przelotowe). W maskowaniu UCP.
- Poziom 7. Kurtka i spodnie na ekstremalnie niskie temperatury (Extreme Cold Weather Parka and Trousers). Zestaw ma zapewnić komfort w niskich temperaturach przy małym ruchu. W kolorze Urban Gray.

Oprócz tego do systemu przewidziano kilka akcesoriów zarówno pochodzących z systemu M65, ECWCS wcześniejszych generacji jak i nowe.